# Тилигульская катастрофа

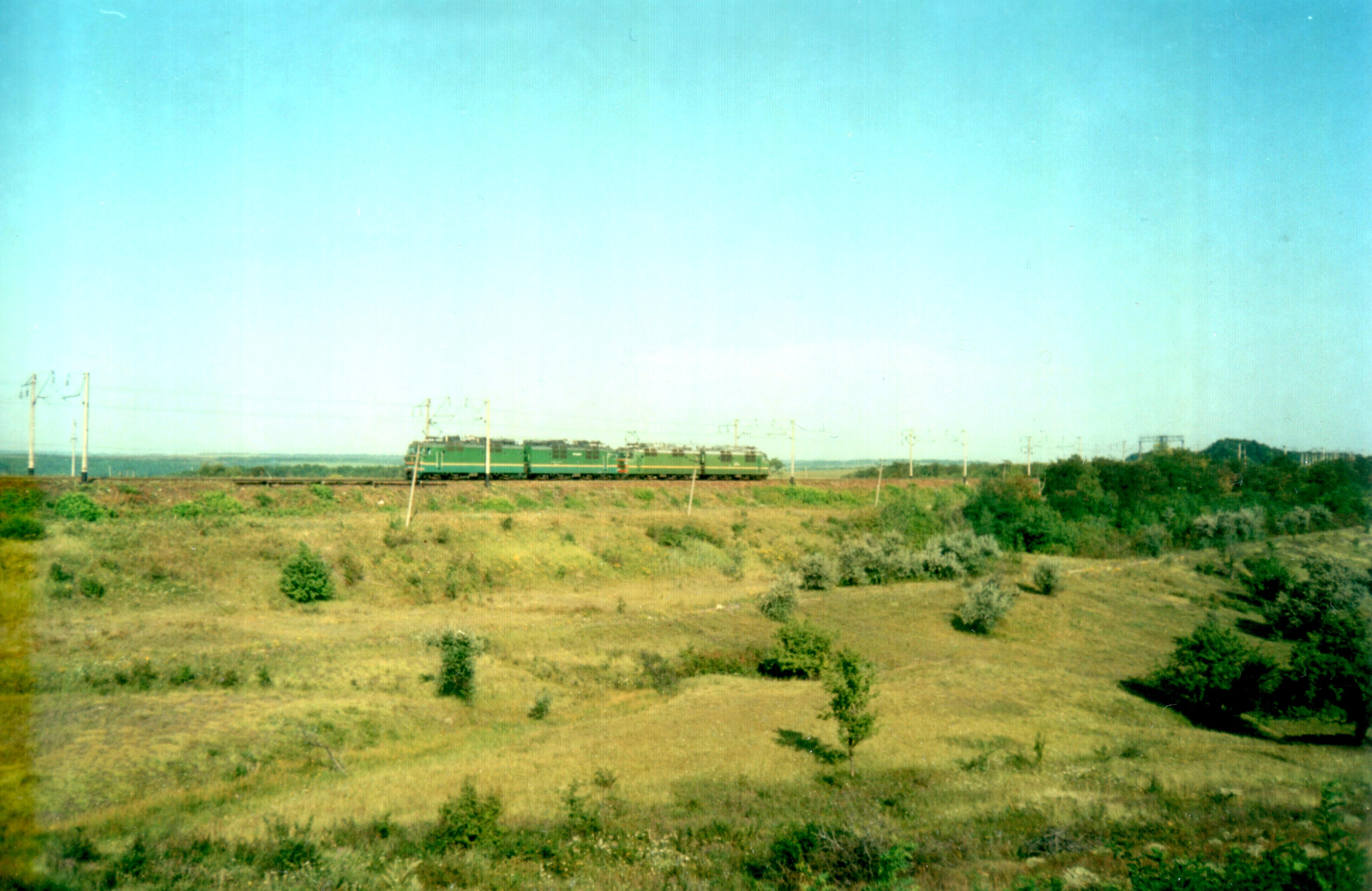
Местность у украинского села Борщи и ж/д платформы Борщёвка — предполагаемое место Тилигульской катастрофы (фото 1999 года)

Тилигульская железнодорожная катастрофа — одна из крупнейших катастроф в истории железных дорог Российской империи — крушение товарно-пассажирского поезда на границе между Подольской и Херсонской губерниями, на 186-й версте Одесской железной дороги, где пути, пересекая долину реки Тилигул, были проложены по насыпи высотой до 12 саженей (до 25,2 м). В нынешнее время вблизи этого места находится остановочный пункт электропоездов Борщёвка.
Пассажирами поезда были, в основном, новобранцы, перевозимые на службу в воинские части 14-й пехотной дивизии. 24 декабря 1875 года, в метель, поезд сошёл с рельсов и часть вагонов свалилась под откос. В результате крушения и возникшего пожара погибло около 140 новобранцев (из 419) и около 120 получили увечья.

## Происшествие
24 декабря 1875 года товарно-пассажирский поезд следовал по Одесско-Елисаветградской ветке в Одессу. По приходе в Балту, поезд был отправлен далее на Бирзулу не по расписанию, а по телеграфному соглашению, то есть он должен был быть отправлен далее раньше, чем это следовало по расписанию, но только после связи с соседней станцией Бирзулой, когда будет выяснено, что путь между Балтой и Бирзулой свободен и поезд может беспрепятственно следовать в Бирзулу. И действительно, путь между Балтой и Бирзулой был свободен. Между тем, как раз в это время на Тилигульской насыпи нужно было произвести ремонт пути. Ремонт заключался в замене лопнувшего рельса. Начальникам ближайших станций о ремонтных работах сообщено не было. Не были выставлены соответствующие предупредительные знаки. Рабочие, сняв лопнувший рельс, пошли в будку погреться, так как была метель. Глубокая выемка перед насыпью ограничивала видимость машинисту. Приближаясь к насыпи, на уклоне машинист затормозил тендер, но видя, что ход не убавляется, дал свисток тормозить кондукторам, которых вместо положенных шести было четверо. В это время на насыпи укладывались последние пять рельсов. Когда рабочие услышали свисток машиниста, дорожный мастер с флагом в руке бросился навстречу поезду, всё ещё невидимого с насыпи; машинист тоже заметил один из флагов, дал задний ход и начал давать свистки крайней опасности. Все кондукторы выскочили из вагонов, тормозили и не могли уменьшить ход поезда, который быстро двигался по насыпи.
Рабочие перебежали на другой путь. Локомотив сошёл с рельсов, взял влево по обрыву насыпи, покачнулся и полетел вместе с 11-ю вагонами новобранцев, двумя вагонами с пассажирами 3-го класса и платформой с пшеницей и кукурузой, принадлежавших частным лицам. Вслед за одиннадцатью вагонами полетело 5000 пудов хлеба. Всё это свалилось в груду и загорелось от лежащего внизу тендера, наполненного каменным углём. 

Никто из спасшихся не смог впоследствии вспомнить, как и что с ним случилось и как он спасся.

По сообщению инженера Н. А. Лишина в Одесском техническом обществе:

 Тилигульская насыпь — десятки сажен вышины (отвесно). Труба находится посредине. Выемки, через которые подъезжают к насыпи, от 5-ти до 15-ти сажен; сверх того, они идут по кривой линии, так что насыпь с дороги видно только на самом близком расстоянии.
Из воспоминаний одного из виновников катастрофы, начальника движения Одесской железной дороги С. Ю. Витте:

Мы, вместе с бароном Унгерн-Штернбергом, взяли экстренный поезд и отправились на место происшествия; это случилось на расстоянии 186 вёрст от Одессы. Когда мы приехали на место, то мы нашли, что та часть поезда, которая свалилась под трубу (под трубу свалился не весь поезд, а только часть его), вся сгорела дотла; другая же часть, которая была около трубы, когда мы приехали, была уже поднята и многие раненые были уже свезены на станцию Бирзула. Таким образом, в Бирзулу была отвезена часть новобранцев, большая же часть их сгорела дотла, так что под насыпью, то есть под трубой, остался только пепел. Конечно, картина была чрезвычайно грустная. Случай был ужасный. Мы сейчас же подобрали всех новобранцев, которые остались в живых (и не были ещё отправлены в Бирзулу), и повезли их в Одессу, а там сдали их в военный госпиталь. Так как это был случай, выдающийся по количеству жертв, (не помню сколько их было, но во всяком случае, число жертв превышало 100), то он обратил на себя особенное внимание.

## Расследование
Расследование, проводимое Министерством путей сообщения, выявило следующие нарушения при движении поезда:
1. Поездная прислуга не имела надлежащего числа людей. Вместо имевшихся четырёх кондукторов, согласно правилам, их должно было быть шесть: из них четверо должны были стоять на тормозах, а двое — наблюдать за исправностью поезда и его хода.
2. На первом вагоне за паровозом и на последнем пассажирском не было тормозильщиков, как того требуют правила.
3. На пути не было уложено хлопушек со стороны Балты, как это положено министерскими правилами и циркуляром управляющего дорогой.
4. Поезд был отпущен часом раньше со станции Балта без причин, при которых правила допускают это. Служба пути не была предупреждена о несвоевременном движении поезда.
5. Машинист не был предупреждён о том, что по тилигульской насыпи поезд должен ехать со скоростью 10-ти вёрст в час.

Прокурор К. И. Кессель, ставший позже государственным обвинителем по делу Веры Засулич, привлёк к ответственности дорожного мастера, который тогда же, после Тилигульской катастрофы, сошёл с ума, убежал, и затем уже не появлялся. Также обвинение было предъявлено Витте и Чихачёву, директору «Русского Общества Пароходства и Торговли».
Согласно воспоминаниям Витте, следствие велось тенденциозно. Составленный обвинительный акт был передан в Одесский окружной суд и поступил к прокурору судебной палаты А. Д. Смирнову, известному как обвинитель по громкому московскому делу игуменьи Митрофании. Смирнов не счёл возможным утвердить этот обвинительный акт, решив, что Витте и Чихачёв невиновны в катастрофе. Но в Санкт-Петербурге было принято решение передать дело из одесского суда в каменецкую уголовную палату, которая ещё не была подвергнута судебной реформе. Ни Витте, ни Чихачёв не поехали на заседание суда. Все трое обвиняемых были заочно приговорены к 4 месяцам лишения свободы. Однако, когда через некоторое время началась война, Чихачёв был назначен начальником обороны Чёрного моря, а Витте (тюремный срок которому был заменён двухнедельной гауптвахтой) стал управляющим железной дорогой и переехал в Бухарест. За эту катастрофу Витте получил прозвище Герцог Тилигульский.

## Общественный резонанс
Катастрофа на Одесской железной дороге потрясла всю Российскую империю. В газетах стали появляться статьи о бушевавших на железнодорожном транспорте беспорядках, рисовавшие железнодорожные общества как своеобразные государства в государстве.
Достоевский писал по поводу этой катастрофы:

В народе началось какое-то неслыханное извращение идей с повсеместным поклонением материализму. Материализмом я называю, в данном случае, преклонение народа перед деньгами, пред властью золотого мешка. В народ как бы вдруг прорвалась мысль, что мешок теперь всё, заключает в себе всякую силу, а что всё, о чём говорили ему и чему учили его доселе отцы, — всё вздор. Беда, если он укрепится в таких мыслях; как ему и не мыслить так? Неужели, например, это недавнее крушение поезда на Одесской железной дороге с царскими новобранцами, где убили их более ста человек, — неужели вы думаете, что на народ не подействует такая власть развратительно? Народ видит и дивится такому могуществу: «Что хотят, то и делают»
По поводу катастрофы на Одесской железной дороге корреспондент «Биржевых ведомостей» пишет:

От проезжавших по Одесской железной дороге вы постоянно услышите, что ещё странно, как катастрофы в роде недавней не случаются чаще. Насыпь у станции Бирзулы всегда грозила опасностью. Проезжая по ней черепашьим шагом, пассажиры постоянно могли на досуге наблюдать, как внизу насыпи копошились десятки возов и лошадей, подвозивших мусор и землю для укрепления насыпи, вечно осыпавшейся и оседавшей. Дешевизна постройки при бесконечном ремонте обошлась строителям дороги дороже, чем если бы они сразу сделали чугунный мост.
Военный министр граф Д. А. Милютин во «всеподданнейшем» докладе указывал, что половина русских железных дорог находится почти в таком же положении, как и Одесская, и что на них вследствие неудовлетворительной постройки и беспорядков в управлении можно ежедневно ожидать такого же несчастья, как и на Тилигульской насыпи.

## В культуре
- Упоминается в рассказе Всеволода Гаршина «Трус».
- Упоминается в романе Алексея Карцева «Магистраль»:

Он открыл глаза, когда весь поезд был уже в овраге, под насыпью. Дико выли, стонали люди, обломки вагонов громоздились над мертвыми и ещё живыми, и над всем свистели метели, и снег летел в небо, как дым. Новобранец хотел вздохнуть и не мог. Он лежал под горой из железа и дерева, и вдруг увидел, что эта гора — очаг. Огненные языки метались повсюду, трещали доски, шипел снег. По дну оврага, под самой Тилигульской насыпью была каменная «труба» — для стока весенних и дождевых вод. Поезд горел, и ветер сильно и быстро раздувал огонь в трубе, как в топке камина. Новобранцу вдруг обожгло бок, он закричал и зашевелился под обломками и, крутя головой, увидел, что справа и слева вместе с деревом горят люди и куски людей. Прямо над ним зажглась мохнатая папаха и рухнула, пылая, ему на грудь. Он задохнулся от жара и увидел последним взглядом лицо солдата, с которого упала папаха. Это был тот самый солдат-конвоир, который говорил ночью про жаркую солдатскую службу. Все таким же равнодушным было каменно-серое мертвое лицо солдата, и усы его, жесткие и густые, горели, потрескивая и едко пахли паленым. Новобранец дёрнулся весь от страшного ожога в лицо. Он взвыл протяжно и тонко, потому что не мог умереть. Он ещё горел, но уже не видел ничего. Он был слепой. Когда на место аварии приехали начальники-инженеры, почти весь поезд сгорел дотла. Кроме нескольких, которые умирали, только пепел остался от новобранцев. Даже самые трусливые из российских газет требовали беспощадного суда над дорожным мастером и его начальниками. Мастер исчез, а начальникам присудили по четыре месяца тюрьмы заочно, так как начальники не захотели явиться в суд. Но тут началась война, и начальников, как людей, незаменимых для перевозки солдат, освободили от наказания.